# Sebastian Nakajew
Sebastian Nakajew (* 1976 in Eisenhüttenstadt) ist ein deutscher Schauspieler. 

## Leben
Seine Ausbildung zum Schauspieler erhielt Nakajew von 1997 bis 2001 an der Hochschule für Schauspielkunst Ernst Busch in Berlin. Im Anschluss war er am Staatsschauspiel Dresden und am Theater Oberhausen engagiert. Im Jahr 2003 spielte er neben Herbert Knaup, Felix Kramer und Wotan Wilke Möhring in dem Film Anatomie 2 unter der Regie von Stefan Ruzowitzky die Rolle des Neurologen Wulf.
Von 2005 bis 2010 war Nakajew am Staatstheater Stuttgart tätig. Dort war er unter anderem als Ben in Dogville (nach Lars von Triers Filmdrama Dogville), Regie: Volker Lösch, als Bürger in Faust 21 (nach Goethes Faust. Der Tragödie zweiter Teil), Regie: Volker Lösch, und als Arkadi Kirsanow in Väter und Söhne (nach Iwan Turgenew), Regie: Friederike Heller, zu sehen.
Zwischen 2009 und 2013 war Nakajew an der Schaubühne am Lehniner Platz tätig.
2013 wechselte Nakajew an das Nationaltheater Weimar, wo er bis zum Sommer 2019 blieb.
Zur Spielzeit 2019/20 engagierte Sonja Anders ihn als festes Ensemblemitglied an das Schauspiel Hannover.

## Rollen (Auswahl)

### Theater
- 2012: Also sprach Zarathustra. Eine Übermensch-Revue für alle und Keinen, nach Friedrich Nietzsche, Realisation: Patrick Wengenroth, Schaubühne am Lehniner Platz, Berlin
- 2011: Lancaster in Edward II. von Christopher Marlowe, Regie: Ivo van Hove, Schaubühne am Lehniner Platz, Berlin
- 2010: Lulu – Die Nuttenrepublik, nach Frank Wedekind, Inszenierung: Volker Lösch, Schaubühne am Lehniner Platz, Berlin
- 2009: Franz Biberkopf in Berlin Alexanderplatz, eine Bearbeitung des Romans von Alfred Döblin, Regie: Volker Lösch, Schaubühne am Lehniner Platz, Berlin

### Film
- 2014: Wir sind jung. Wir sind stark. Regie: Burhan Qurbani
- 2002: Anatomie 2, Regie: Stefan Ruzowitzky
- 2001: Liebe unter Grund, Regie: Tilman Zens

### Fernsehen
- 2006: Ein Fall für B.A.R.Z., Serie, Regie: Jochen Nitsch
- 2009: SOKO Stuttgart – Die Detektivin, Reihe, Regie: Didi Danquart
- 2010: Callgirl Undercover, Spielfilm, Regie: Ulli Baumann
- 2014: Schmidt – Chaos auf Rezept
- 2016: Ein Fall von Liebe (Fernsehserie, Folge 1x12)
- 2016: Wolfsland: Ewig Dein
- 2018: Tatort: Déjà-vu
- 2018–2019: In aller Freundschaft – Die jungen Ärzte (Fernsehserie, 5 Folgen)
- 2021: Die Liebe des Hans Albers, Fernsehfilm

### Hörfunk-Features / -Dokumentationen
- 2007: Der Film ist nihilistisch, Fräulein Schmetterling – Geschichte eines Verbots – Autor: Thomas Gaevert – SWR2 Dschungel, 30 Min.